# 木荷瘤節蜱
木荷瘤節蜱（学名：Aceria superba）为節蜱科瘤節蜱屬下的一个种。